# Liste von Bahnstromanlagen in Österreich

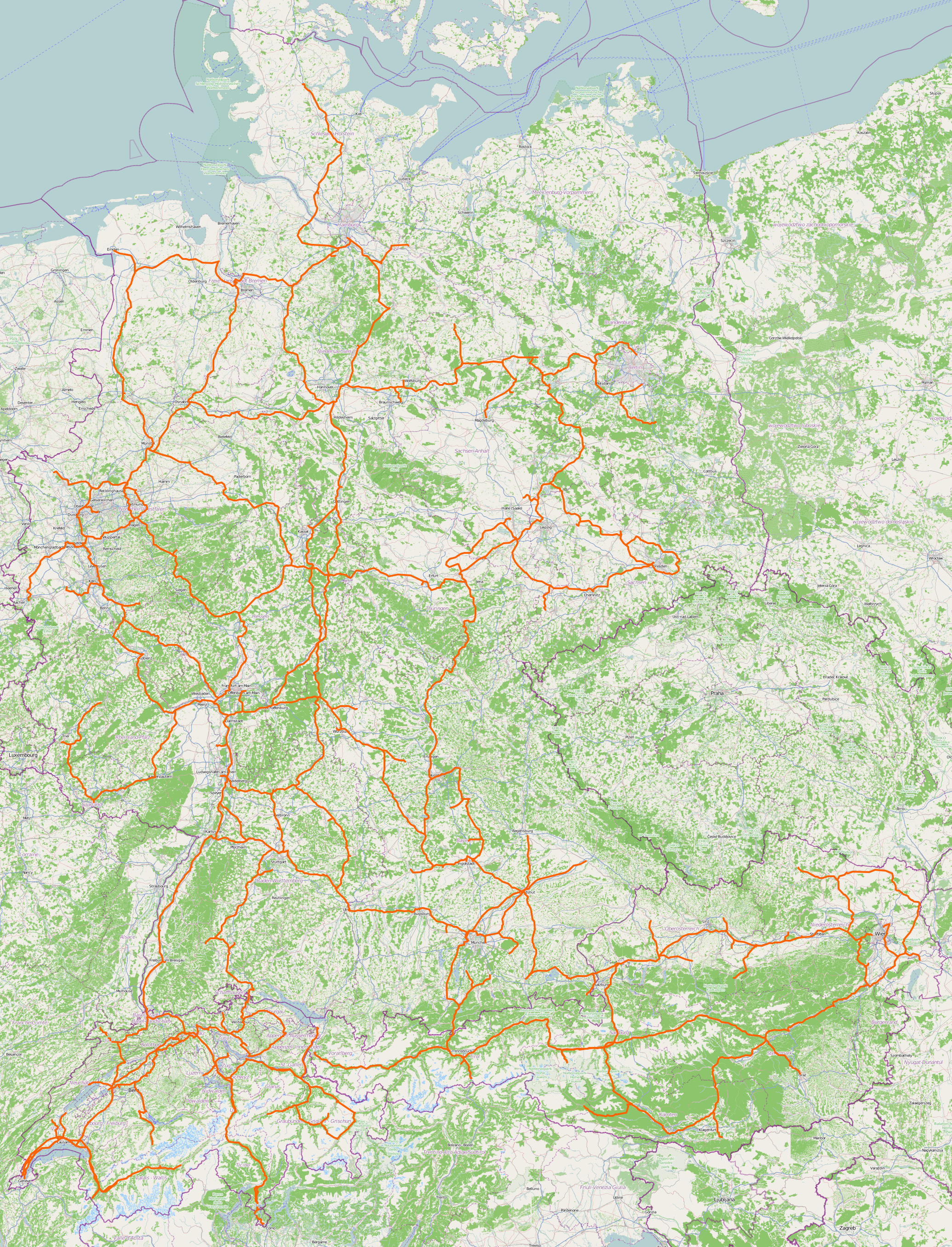
Karte des mitteleuropäischen Bahnstromnetzes

Diese Liste enthält Bahnstromanlagen in Österreich.

## Infrastruktur der Österreichischen Bundesbahnen
Das Netz der Österreichischen Bundesbahnen wird mit Einphasenwechselstrom mit einer Frequenz von 16,7 Hz betrieben, die Spannung am Fahrdraht beträgt 15 kV. Bis zum 16. Oktober 1995 betrug die nominelle Frequenz 16⅔ Hz. Der Betrieb der Bahnstromanlagen einschließlich der Kraftwerke obliegt im ÖBB-Konzern der ÖBB-Infrastruktur AG.

### Unterwerke

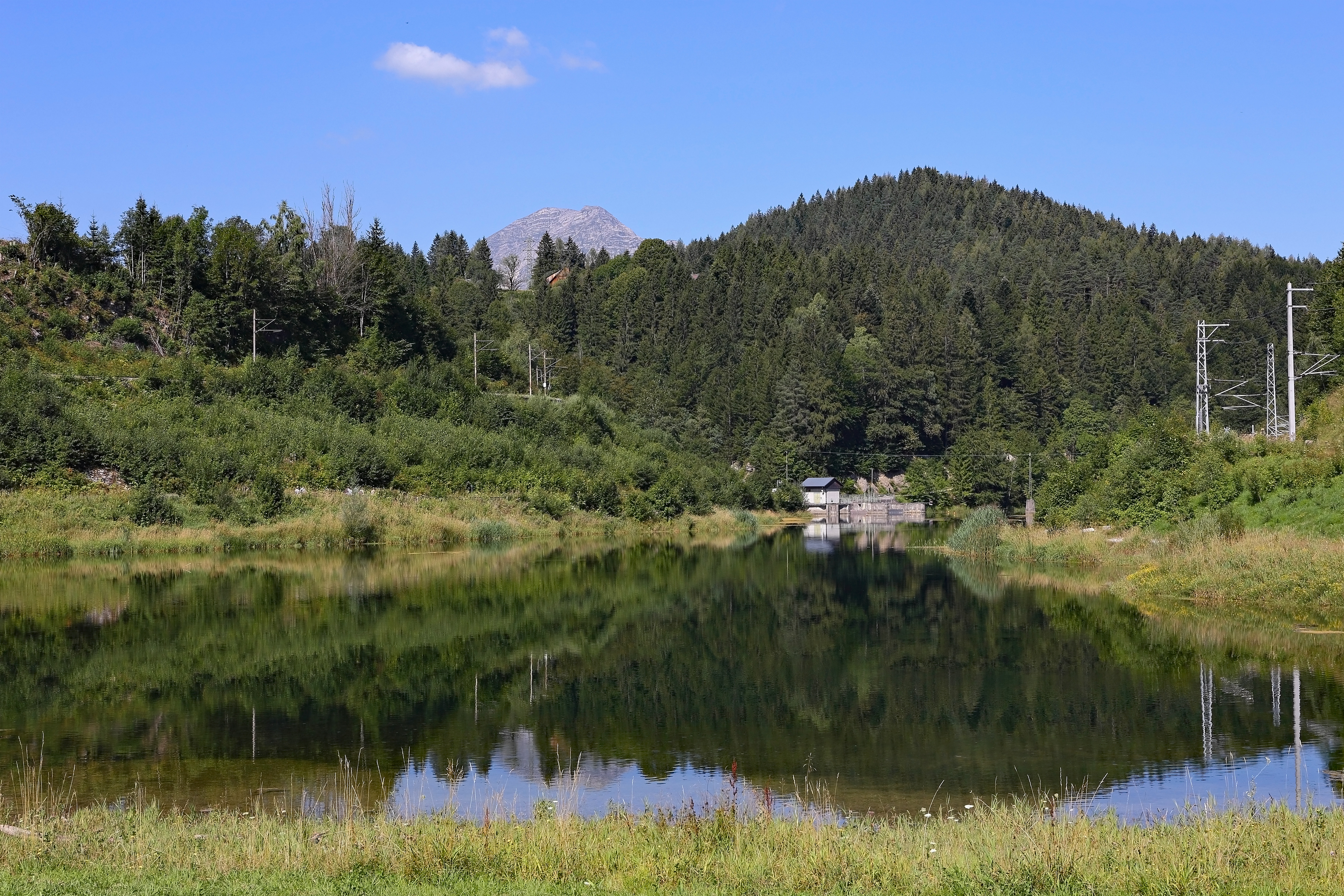
Stausee Wienerbruck mit der Staumauer des Kraftwerks

In diesen Anlagen wird Wechselstrom aus den Bahnstromleitungen (110 kV, 16,7 Hz) der ÖBB-Infrastruktur AG auf die am Fahrdraht bereitgestellte Spannung von 15 kV herabtransformiert. Es findet in diesen keine Umformung von Drehstrom in Bahnstrom oder Stromerzeugung statt.
Diese Liste mit 65 Unterwerken ist mit Stand 2025 vollständig.
| Abk. | Anlage                       | Lage                              |
| ---- | ---------------------------- | --------------------------------- |
| Ah   | Absdorf                      | 48° 23′ 52,0″ N, 015° 59′ 38,0″ O |
| Ams  | Amstetten                    | 48° 07′ 09,0″ N, 014° 53′ 07,0″ O |
| Ag   | Angern                       | 48° 22′ 56,0″ N, 016° 49′ 19,0″ O |
| Ast  | Asten                        | 48° 14′ 02,0″ N, 014° 24′ 20,0″ O |
| At   | Attnang-Puchheim             | 48° 01′ 08,0″ N, 013° 43′ 38,0″ O |
| Au   | Auhof                        | 48° 12′ 03,0″ N, 016° 14′ 12,0″ O |
| Bvs  | Bad Vöslau                   | 47° 58′ 06,0″ N, 016° 13′ 28,0″ O |
| B    | Bergern                      | 48° 13′ 05,0″ N, 015° 16′ 20,0″ O |
| Bl   | Bludenz                      | 47° 08′ 41,0″ N, 009° 49′ 44,0″ O |
| Bm   | Bruck an der Mur             | 47° 25′ 42,0″ N, 015° 16′ 26,0″ O |
| Bk   | Bruck-Fusch                  | 47° 17′ 03,0″ N, 012° 49′ 51,0″ O |
| Dö   | Dölsach                      | 46° 48′ 53,0″ N, 012° 49′ 55,0″ O |
| Dg   | Dorfgastein                  | 47° 14′ 05,0″ N, 013° 06′ 17,0″ O |
| Els  | Elsbethen                    | 47° 45′ 09,0″ N, 013° 05′ 04,0″ O |
| Fk   | Feldkirch                    | 47° 15′ 08,0″ N, 009° 37′ 04,0″ O |
| F    | Floridsdorf                  | 48° 15′ 42,0″ N, 016° 24′ 19,0″ O |
| Fw   | Fritzens-Wattens             | 47° 18′ 06,0″ N, 011° 35′ 48,0″ O |
| Ga   | Gaisbach/Wartberg            | 48° 19′ 51,0″ N, 014° 29′ 52,0″ O |
| Gg   | Golling-Abtenau              | 47° 35′ 53,0″ N, 013° 09′ 53,0″ O |
| Gz   | Göpfritz                     | 48° 43′ 48,0″ N, 015° 23′ 29,0″ O |
| Gö   | Götzendorf                   | 48° 01′ 34,0″ N, 016° 34′ 59,0″ O |
| Gra  | Grafenstein                  | 46° 37′ 16,0″ N, 014° 25′ 36,0″ O |
| Gi   | Graz                         | 47° 04′ 40,0″ N, 015° 24′ 48,0″ O |
| Gr   | Gries am Brenner             | 47° 02′ 36,0″ N, 011° 29′ 09,0″ O |
| Ha   | Haag                         | 48° 05′ 33,0″ N, 014° 35′ 36,0″ O |
| Hf   | Hütteldorf                   | 48° 11′ 43,0″ N, 016° 16′ 17,0″ O |
| Kz   | Kitzbühel                    | 47° 28′ 52,0″ N, 012° 22′ 59,0″ O |
| Kü   | Küpfern                      | 47° 51′ 09,0″ N, 014° 37′ 03,0″ O |
| Le   | Landeck                      | 47° 09′ 08,0″ N, 010° 35′ 11,0″ O |
| Mz   | Mallnitz                     | 46° 58′ 40,0″ N, 013° 10′ 44,0″ O |
| Mk   | Marchtrenk                   | 48° 12′ 11,0″ N, 014° 06′ 11,0″ O |
| Ma   | Mariahof                     | 47° 06′ 16,0″ N, 014° 22′ 28,0″ O |
| Mt   | Matrei                       | 47° 07′ 38,0″ N, 011° 27′ 11,0″ O |
| Mi   | Meidling                     | 48° 10′ 30,0″ N, 016° 20′ 29,0″ O |
| Mb   | Mistelbach                   | 48° 33′ 51,0″ N, 016° 33′ 33,0″ O |
| Oz   | Ötztal                       | 47° 14′ 48,0″ N, 010° 52′ 28,0″ O |
| Par  | Parndorf                     | 47° 59′ 45,0″ N, 016° 50′ 33,0″ O |
| Pe   | Pettneu                      | 47° 08′ 55,0″ N, 010° 21′ 46,0″ O |
| Pu   | Pusarnitz                    | 46° 50′ 05,0″ N, 013° 24′ 17,0″ O |
| Re   | Reith                        | 47° 19′ 11,0″ N, 011° 11′ 54,0″ O |
| Ri   | Riedau                       | 48° 18′ 31,0″ N, 013° 37′ 37,0″ O |
| Sdg  | Schladming                   | 47° 23′ 38,0″ N, 013° 40′ 43,0″ O |
| Sm   | Schlöglmühl                  | 47° 40′ 57,0″ N, 015° 54′ 46,0″ O |
| Sl   | Selzthal                     | 47° 32′ 50,0″ N, 014° 18′ 24,0″ O |
| Smr  | Semmering                    | 47° 37′ 36,0″ N, 015° 48′ 53,0″ O |
| Cf   | Simmering                    | 48° 09′ 05,0″ N, 016° 25′ 37,0″ O |
| Jp   | St. Johann im Pongau         | 47° 20′ 10,0″ N, 013° 11′ 23,0″ O |
| M    | St. Michael                  | 47° 21′ 25,0″ N, 015° 00′ 12,0″ O |
| Lav  | St. Paul im Lavanttal        | 46° 43′ 25,0″ N, 014° 51′ 29,0″ O |
| Vps  | St. Veit an der Glan         | 46° 45′ 39,0″ N, 014° 22′ 28,0″ O |
| Sd   | Steindorf                    | 47° 58′ 00,0″ N, 013° 14′ 24,0″ O |
| Tuf  | Tullnerfeld                  | 48° 19′ 02,0″ N, 016° 03′ 26,0″ O |
| Ub   | Unterberg                    | 47° 12′ 50,0″ N, 011° 23′ 32,0″ O |
| Sbl  | Untersiebenbrunn             | 48° 14′ 55,0″ N, 016° 45′ 20,0″ O |
| Vi   | Villach Warmbad              | 46° 35′ 42,0″ N, 013° 49′ 55,0″ O |
| Wat  | Wagram                       | 48° 13′ 11,0″ N, 015° 41′ 12,0″ O |
| Wa   | Wald am Arlberg (Spullersee) | 47° 07′ 58,0″ N, 010° 03′ 16,0″ O |
| Was  | Wald am Schoberpass          | 47° 27′ 05,0″ N, 014° 40′ 07,0″ O |
| Wg   | Wartberg an der Krems        | 47° 59′ 21,0″ N, 014° 07′ 18,0″ O |
| Wr   | Werndorf                     | 46° 54′ 58,0″ N, 015° 28′ 36,0″ O |
| Wst  | Weststeiermark               | 46° 48′ 52,0″ N, 015° 18′ 16,0″ O |
| Nb   | Wiener Neustadt              | 47° 47′ 54,0″ N, 016° 13′ 13,0″ O |
| Wl   | Wörgl                        | 47° 29′ 58,0″ N, 012° 04′ 19,0″ O |
| Ze   | Zellerndorf                  | 48° 41′ 31,0″ N, 015° 58′ 09,0″ O |
| Zl   | Zirl                         | 47° 15′ 55,0″ N, 011° 13′ 18,0″ O |

### Zentrale Bahnstromumformerwerke
In diesen Anlagen wird Drehstrom mit einer Frequenz von 50 Hz aus dem öffentlichen Netz in Bahnstrom mit einer Frequenz von 16,7 Hz umgewandelt und in das Bahnstromnetz eingespeist. Bei manchen Anlagen erfolgt auch eine direkte Einspeisung in die Oberleitung. Die Umformung erfolgt teils mittels elektromechanischer Umformer, teils auf elektronischem Weg.
| Anlage         | Jahr der Inbetriebnahme | Angewandte Technik                                                                                          | Maximale Übertragungsleistung | Lage                              |
| -------------- | ----------------------- | --- | --- | --------------------------------- |
| Auhof          | 1956                    | rotierende Umformer (DAM–ESG)                                                                               | 1999 erneuert: 3 × 30 MW = 90 MW | 48° 12′ 00,0″ N, 016° 14′ 12,0″ O |
| Bergern        | 1983                    | rotierende Umformer (DAM–ESG)                                                                               | 60 MW | 48° 13′ 03,0″ N, 015° 16′ 17,0″ O |
| Haiming        | 1995                    | rotierende Umformer (DAM–ESG)                                                                               | 60 MW | 47° 14′ 47,0″ N, 010° 52′ 27,0″ O |
| Kledering      | (1989) 2024             | (rotierende Umformer (DAM–ESG);) Umbau Frequenzumrichter (2 × 45 MW) Fertigstellung und Inbetriebnahme 2024 | 90 MW (Umformer: 3 × 30) MW Umrichter: 2 × 45 MW | 48° 08′ 21,0″ N, 016° 25′ 56,0″ O |
| Lavanttal      | 2023                    | Frequenzumrichter                                                                                           | 2 × 20 MW = 40 MW; über ein 20 kV-Erdkabel vom Umspannwerk St. Ändrä im Lavanttal versorgt. | 46° 43′ 24,0″ N, 014° 51′ 28,0″ O |
| Sankt Michael  | 1975                    | rotierende Umformer (DAM–ESG)                                                                               | 3 × 25 MW = 75 MW | 47° 21′ 27,0″ N, 015° 00′ 09,0″ O |
| Timelkam       | 2009                    | Frequenzumrichter                                                                                           | 2 × 30 MW = 60 MW; über ein 2 km langes 110 kV-Erdkabel vom Umspannwerk beim kalorischen Kraftwerk Timelkam versorgt. | 47° 59′ 37,0″ N, 013° 35′ 59,0″ O |
| Uttendorf      | 2015                    | Frequenzumrichter                                                                                           | 48 MW; beim ÖBB-Kraftwerk Uttendorf; wandelt Bahnstrom 16,7 Hz in Drehstrom 50 Hz um; wird im Umspannwerk Schwarzenbach in die 380 kV-Leitung eingespeist, was einen verlustarmen Transport in den Osten Österreichs erlaubt. | 47° 15′ 42,0″ N, 012° 34′ 03,0″ O |
| Weststeiermark | 2025                    | Frequenzumrichter                                                                                           | 2 × 15 MW = 30 MW; über ein 20 kV-Erdkabel vom Umspannwerk Deutschlandsberg versorgt. | 46° 48′ 52,0″ N, 015° 18′ 19,0″ O |

Von der ÖBB-Infrastruktur AG werden einige Umformerwerke betrieben.

#### Auhof
Für die elektrische Versorgung der Westbahn sowie später ebenso der Südbahn war es in den 1950er Jahren erforderlich, Umformerwerke im Osten Österreichs zu errichten. Das Umformerwerk Auhof im 13. Wiener Gemeindebezirk nahm 1956 den Betrieb mit zwei Umformersätzen auf. 1960 wurde es mit einem dritten Umformersatz erweitert. Da die Maschinen fast ständig unter Volllast laufen mussten, erkannten die ÖBB in den 1980er Jahren, dass in den nächsten Jahren eine Sanierung anstehen würde. 1990 entschlossen sich die ÖBB zu einer Generalerneuerung des Umformerwerks bei gleichzeitiger Leistungserhöhung von 61,5 Megawatt auf 90 Megawatt. Nach dem im September 1990 erfolgten Baubeginn wurden zwei Umformersätze 1998 und der dritte Umformersatz im August 2000 in Betrieb genommen. Das Bahnstromumformerwerk Auhof befindet sich unmittelbar südlich angrenzend zum „Umspannwerk Wien-West bzw. Auhof“ der Wiener Netze und wird daher mit diesem verwechselt.

#### Bergern
Die Abdeckung des erhöhten Strombedarfs wegen weiterer Elektrifizierungen, Verdichtung des Nahverkehrs, Geschwindigkeitserhöhungen und Komfortverbesserungen durch den Einsatz von klimatisierten Reisezugwagen machte die Errichtung einer zusätzlichen Energiequelle für Bahnstrom in Ostösterreich erforderlich. Etwa sechs Kilometer westlich von Melk wurde in den Jahren 1979 bis 1983 das Umformerwerk Bergern errichtet. Der Standort des Umformerwerkes ergab sich durch die Einspeisung des Donaukraftwerkes Melk und durch die Lage der Gemeinschaftsanlage mit der Energieversorgung Niederösterreich Aktiengesellschaft (EVN AG) und mit der Verbund AG.

#### Kledering
Der wachsende Energiebedarf im Osten Österreichs sowie der Bau des Zentralverschiebebahnhofs Wien führte Ende der 1980er Jahre zum Beschluss der Errichtung einer weiteren Bahnversorgungsanlage im Wiener Raum. Das Umformerwerk Kledering wurde in den Jahren 1986 bis 1989 errichtet und befindet sich unmittelbar neben dem Zentralverschiebebahnhof an der Ostbahn. Nachdem die beiden ersten Maschinensätze 1989 in Betrieb genommen wurden, erfolgte 1990 die Komplettierung mit dem dritten Umformersatz.

#### Ötztal
Im Gemeindegebiet Haiming, rund 50 Kilometer westlich von Innsbruck wurde in den Jahren 1992 bis 1995 das Umformerwerk Ötztal errichtet. Der Standort neben der Arlbergbahn wurde wegen der in 600 m Entfernung vorbeiführenden 110-kV-Bahnstromleitung gewählt. Die Anlage umfasst zwei Maschinensätze und dient weiters als Unterwerk zur Stromversorgung der Arlbergbahn.

#### Sankt Michael
Bereits bei der Errichtung des Unterwerkes Sankt Michael im Jahr 1963 auf die Erweiterung durch eine Umformerwerksanlage Rücksicht genommen. Das in den Jahren 1972 bis 1975 errichtete Umformerwerk Sankt Michael dient zur Bahnstromversorgung der Bundesländer Steiermark und Kärnten. Der Standort in der Obersteiermark ergab sich durch die Kreuzung zweier Trassen der 110-kV-Bahnstromleitungen und durch die Nähe des Umspannwerks Hessenberg der Verbundgesellschaft.

#### Uttendorf/Schwarzenbach
Im Jahr 2015 wurde am ÖBB-Bahnstromkraftwerk Uttendorf der Kraftwerksgruppe Stubachtal im Pinzgau der Frequenzumformer Uttendorf in Betrieb genommen, der die an das 110-kV-Bahnstromnetz angebundene Kraftwerksgruppe auch mit dem 380-kV-Drehstromnetz der Austrian Power Grid verbindet. Die Einspeisung in die 50-Hz-Hochspannungstrasse erfolgt circa 2,8 km vom Kraftwerk entfernt im neuen Umspannwerk Schwarzenbach, wo die Bahnstrom-Systemspannung von 110 kV auf die Überlandnetzspannung von 380 kV hochtransformiert wird. Die Anlage ermöglicht den Transfer von im Stubachtal erzeugtem Bahnstrom in den ostösterreichischen Bereich über das 50-Hz-Verbundnetz mit seinen geringeren Übertragungsverlusten. Obwohl als Frequenzumformer bezeichnet, handelt es sich um einen modernen elektronischen Umrichter mit 48 MW Leistung.

### Kraftwerke
| Anlage                                  | Jahr der Inbetriebnahme | Leistung | Art des Kraftwerks                                   | Lage                              |
| --------------------------------------- | ----------------------- | --- | ---------------------------------------------------- | --------------------------------- |
| Annabrücke                              | 1981                    | 45 MW (Kraftwerk der Verbund AG, Gesamtleistung aller Generatoren 90 MW)                                                                             | Wasserkraftwerk                                      | 46° 33′ 40,8″ N, 014° 28′ 46,1″ O |
| Braz                                    | 1954                    | 30 MW | Wasserkraftwerk                                      | 47° 07′ 58,2″ N, 009° 56′ 43,7″ O |
| Enzingerboden                           | 1929                    | 80 MW (1929: 20 MW, 1974: 80 MW) | Wasserkraftwerk                                      | 47° 10′ 10,4″ N, 012° 37′ 35,9″ O |
| Fulpmes                                 | 1983                    | 16 MW | Wasserkraftwerk                                      | 47° 09′ 30,8″ N, 011° 21′ 30,7″ O |
| Obervellach I                           | 1929                    | - (Einst 16 MW, bis 2023 zum Kraftwerk Obervellach II umgebaut)                                                                                      | Wasserkraftwerk                                      | 46° 56′ 13,7″ N, 013° 11′ 30,5″ O |
| Obervellach II                          | 2023                    | 37 MW | Wasserkraftwerk                                      | 46° 56′ 00,0″ N, 013° 11′ 30,0″ O |
| Ruetzkraftwerk / Schaltposten Schönberg |                         | | Schaltposten (früher Bahnkraftwerk)                  | 47° 11′ 59,8″ N, 011° 23′ 29,7″ O |
| Sankt Pantaleon                         | 1965                    | 25,4 MW (Kraftwerk der Ennskraftwerke AG, Gesamtleistung aller Generatoren 50,8 MW)                                                                  | Wasserkraftwerk                                      | 48° 13′ 29,4″ N, 014° 31′ 50,9″ O |
| Schneiderau                             | 1937                    | 35 MW (1937: 20 MW, 1964: 35 MW) | Wasserkraftwerk                                      | 47° 11′ 50,4″ N, 012° 36′ 30,4″ O |
| Spullersee                              | 1925, 2021 modernisiert | 36 MW | Wasserkraftwerk                                      | 47° 07′ 58,2″ N, 010° 03′ 15,8″ O |
| Steeg                                   | 1927                    | 3,7 MW (Kraftwerk der Energie AG, Gesamtleistung aller Generatoren 17 MW, Inbetriebnahme 1910, Bahnstromerzeugung ab 1924 für die Salzkammergutbahn) | Wasserkraftwerk (nur Direktspeisung der Oberleitung) | 47° 36′ 29,8″ N, 013° 37′ 57,1″ O |
| Uttendorf                               | 1950                    | 93 MW (1950: 27 MW, 1990: 93 MW) | Wasserkraftwerk                                      | 47° 15′ 44,1″ N, 012° 34′ 05,0″ O |
| Weyer                                   | 1969                    | 18,4 MW (Kraftwerk der Ennskraftwerke AG, Gesamtleistung aller Generatoren 36,8 MW)                                                                  | Wasserkraftwerk                                      | 47° 51′ 08,0″ N, 014° 38′ 03,5″ O |

### Grenzübertrittspunkte von Bahnstromleitungen

#### Deutschland – Österreich
| Leitung                    | Koordinaten                       |
| -------------------------- | --------------------------------- |
| Walchenseekraftwerk – Zirl | 47° 23′ 55,0″ N, 011° 15′ 53,0″ O |
| Traunstein – Steindorf     | 47° 53′ 20,0″ N, 012° 58′ 25,0″ O |

Die 110-kV-Bahnstromleitungen Steindorf-Elsbethen und Steindorf-Traunstein wurden mit Betonmasten 1938–1939 errichtet und 1997–1998 erneuert.

#### Schweiz – Österreich
| Leitung           | Koordinaten |
| ----------------- | ----------- |
| Rüthi – Feldkirch |             |

### Gegenseitige Kreuzungen von Bahnstromleitungen
| Leitungen                                                                   | Lage                              |
| --------------------------------------------------------------------------- | --------------------------------- |
| Sankt Johann im Pongau – Bruck/Fusch / Sankt Johann im Pongau – Selzthal    | 47° 20′ 09,0″ N, 013° 11′ 27,0″ O |
| Sankt Johann im Pongau – Uttendorf / Sankt Johann im Pongau – Mallnitz      | 47° 20′ 01,0″ N, 013° 11′ 17,0″ O |
| Sankt Johann im Pongau – Bruck/Fusch / Sankt Johann im Pongau – Mallnitz    | 47° 17′ 47,0″ N, 013° 04′ 24,0″ O |
| Sankt Johann im Pongau – Schneiderau / Bruck/Fusch – Uttendorf              | 47° 15′ 46,0″ N, 012° 33′ 59,0″ O |
| Sankt Johann im Pongau – Schneiderau / Uttendorf – Kitzbühel                | 47° 15′ 45,0″ N, 012° 33′ 59,0″ O |
| Sankt Johann im Pongau – Schneiderau / Uttendorf – Kitzbühel                | 47° 15′ 44,0″ N, 012° 33′ 59,0″ O |
| Bruck/Fusch – Enzingerboden / Uttendorf – Kitzbühel                         | 47° 15′ 45,0″ N, 012° 33′ 55,0″ O |
| Uttendorf – Enzingerboden, Schneiderau Branch / Schneiderau – Enzingerboden | 47° 11′ 49,0″ N, 012° 36′ 28,0″ O |
| Uttendorf – Enzingerboden / Schneiderau – Enzingerboden                     | 47° 10′ 39,0″ N, 012° 37′ 34,0″ O |
| Uttendorf – Enzingerboden / Schneiderau – Enzingerboden                     | 47° 11′ 38,0″ N, 012° 37′ 00,0″ O |

### Marktliberalisierung
Das Eisenbahnverkehrsunternehmen Westbahn kritisierte 2015 die intransparente Preisgestaltung bei den Energie- und Netzkosten und forderte die Möglichkeit, Bahnstrom durchzuleiten, etwa wenn Westbahn Strom anderswo beschafft, sowie Energiezähler in allen am Schienennetz der ÖBB verkehrenden Fahrzeugen. Im Juni 2016 beschied die Schienen-Control, dass die ÖBB-Infrastruktur AG „an diverse Privatbahnen und natürlich auch ihre Konzernschwester ÖBB-Personenverkehr AG“ zu viel verrechnete Entgelte zurückzahlen muss.
Mit Verträgen, aktuell vom 6. Oktober 2021, hat die ÖBB-Infrastruktur AG ihr Bahnstromnetz für die Durchleitung von Strom zu Bahnstromnutzern geöffnet.

### Energieaufbringung
Nach Eigenaussage der ÖBB-Infrastruktur wird in Österreich etwa 90 % des Bahnstroms (Energie) durch Wasserkraft aufgebracht, ein Drittel des Bahnstroms in 8 Wasserkraftwerken der ÖBB selbst. Südlich von Wien steht das europaweit erste Bahnstrom-Solarkraftwerk, 7.000 Solarpaneele speisen hier Energie in die Oberleitung ein. Seit 2022 betreiben die ÖBB auch Windkraftanlagen. Die ÖBB-Infrastruktur wäre einer der umweltfreundlichsten Eisenbahn-Infrastrukturbetreiber in Europa.

### Energieversorgung auf Bahngrund
Auf den Gründen der ÖBB, etwa den Werkstätten und in Bahnhöfen, bietet die ÖBB-Infrastruktur AG den eingemieteten Restaurants, Geschäften, Postämtern und sonstigen Betrieben Energie in Form von üblichem Netzstrom (Dreh-/Wechselstrom 400/230 V, 50 Hz) aber auch Wärme, mitunter auch Kälte und Erdgas an.

## Mariazellerbahn
Die Mariazellerbahn verfügt, da sie mit Einphasenwechselstrom von 25 Hertz fährt, über ein eigenes kleines Bahnstromnetz.

### Unterwerke
| Anlage                        | Lage                              |
| ----------------------------- | --------------------------------- |
| Gösing                        | 47° 53′ 24,0″ N, 015° 16′ 49,0″ O |
| Laubenbachmühle               | 47° 57′ 04,0″ N, 015° 17′ 10,0″ O |
| Kirchberg (stillgelegt)       | 48° 01′ 29,0″ N, 015° 26′ 02,0″ O |
| Ober-Grafendorf (stillgelegt) |                                   |
| Rabenstein                    | 48° 04′ 06,0″ N, 015° 28′ 05,0″ O |
| Klangen                       | 48° 07′ 21,0″ N, 015° 32′ 39,0″ O |
| Wienerbruck (stillgelegt)     | 47° 51′ 18,0″ N, 015° 18′ 41,0″ O |

### Umformerwerke
| Anlage  | Jahr der Inbetriebnahme | Leistung | Art der Anlage           | Lage                              |
| ------- | ----------------------- | -------- | ------------------------ | --------------------------------- |
| Klangen | 2014                    | 3,75 MW  | Umformerwerk 50 Hz/25 Hz | 48° 07′ 21,0″ N, 015° 32′ 39,0″ O |

### Kraftwerke
| Anlage                | Jahr der Inbetriebnahme | Leistung | Art der Anlage  | Lage                              |
| --------------------- | ----------------------- | -------- | --------------- | --------------------------------- |
| Kraftwerk Erlaufboden | 1924                    | 2,8 MW   | Wasserkraftwerk | 47° 52′ 49,0″ N, 015° 15′ 55,0″ O |
| Kraftwerk Wienerbruck | 1908                    | 4,5 MW   | Wasserkraftwerk | 47° 51′ 09,0″ N, 015° 17′ 17,0″ O |